# Kupljenik
Kupljenik je naselje u slovenskoj Općini Bledu. Kupljenik se nalazi u pokrajini Gorenjskoj i statističkoj regiji Gorenjskoj. 

## Stanovništvo
Prema popisu stanovništva iz 2002. godine naselje je imalo 46 stanovnika.